# Aleja Wolności w Kownie

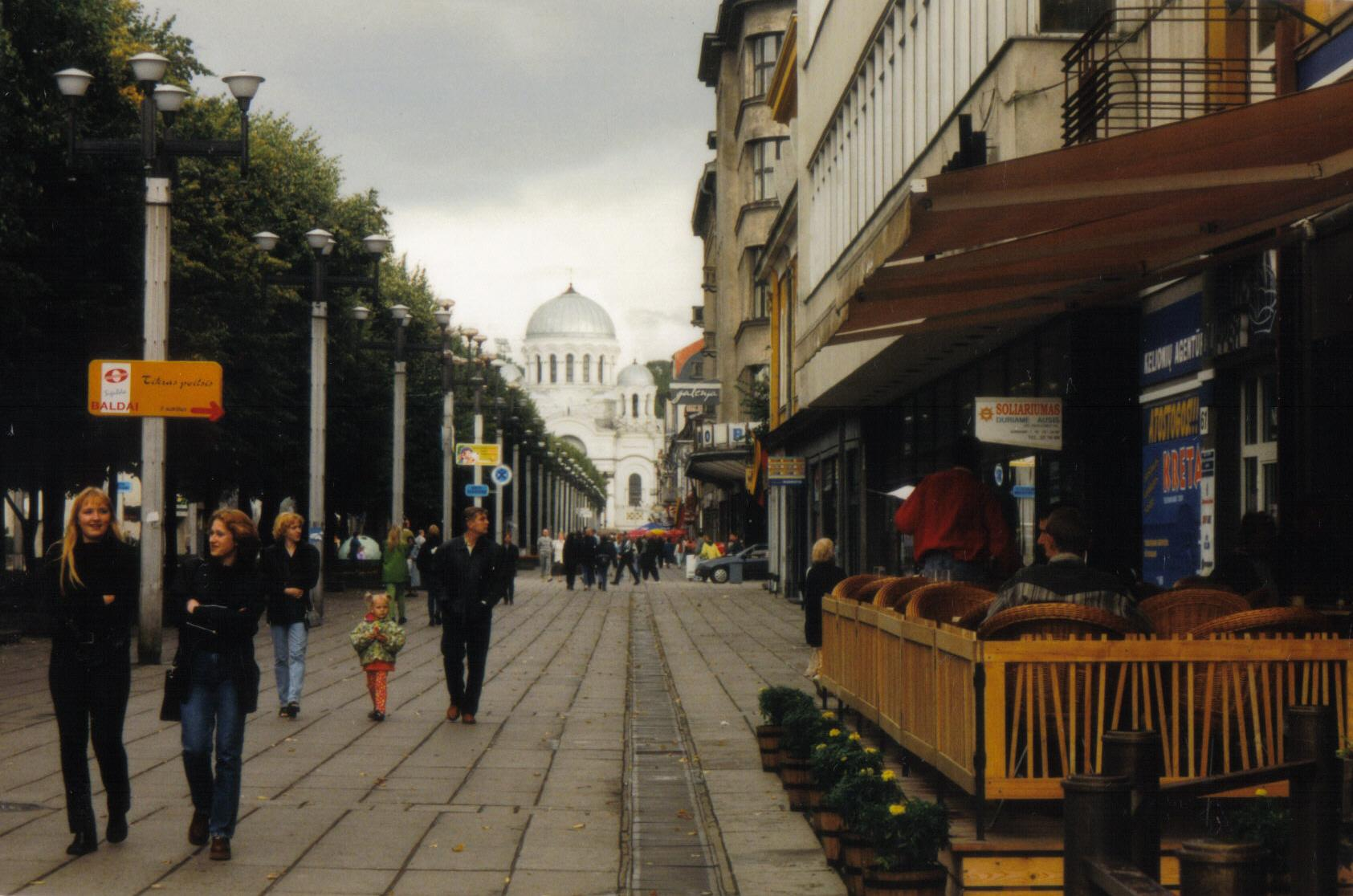
Ogólny widok na ulicę.

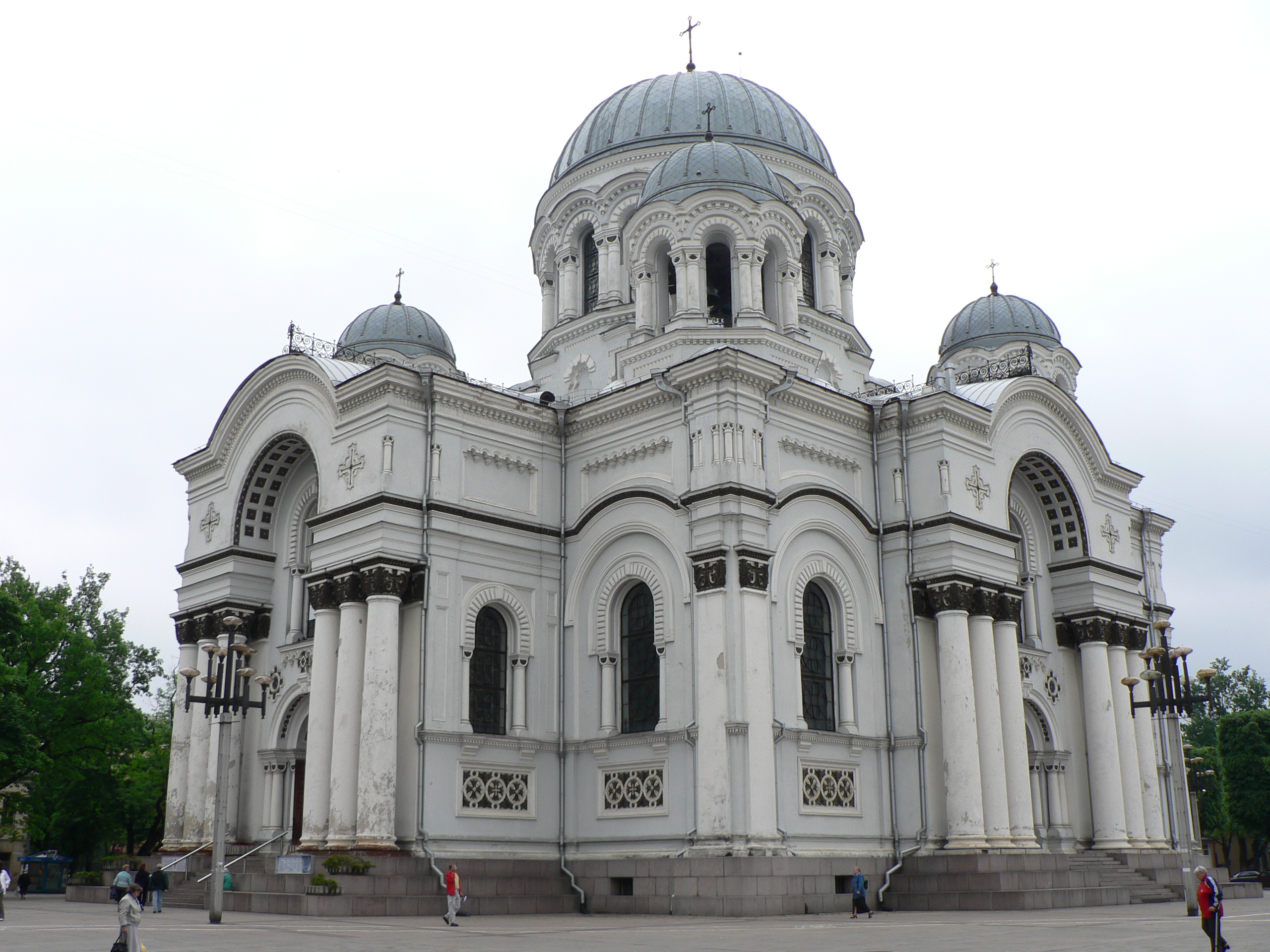
Kościół św. Michała Archanioła (Soboras)

Aleja Wolności w Kownie (lit. Laisvės alėja) – aleja w Kownie, w Śródmieściu, łącząca Stare Miasto z Nowym Miastem. 
Rozciąga się od kowieńskiej Starówki (w pobliżu Muzeum Zoologicznego i Poczty Głównej) do kościoła pw. św. Michała Archanioła, który zamyka jej perspektywę. Jest jedną z najdłuższych ulic w Europie przeznaczoną wyłącznie dla pieszych. Na środku ulicy posadzone są lipy. 
Większość domów została zbudowana w II połowie XIX wieku lub na początku XX stulecia. Ze względu na status twierdzy, jaki posiadało Kowno w czasach rosyjskich, wysokość budynków najczęściej nie przekracza dwóch-trzech pięter.
14 maja 1972 na alei Wolności Romas Kalanta, litewski student, działacz antykomunistyczny, w proteście przeciwko okupacji Litwy przez ZSRR dokonał publicznego samospalenia. 